# Przymiarki (Łążek Ordynacki)
Przymiarki – część wsi Łążek Ordynacki w Polsce położona w województwie lubelskim, w powiecie janowskim, w gminie Janów Lubelski.
W latach 1975–1998 Przymiarki administracyjnie należały do województwa tarnobrzeskiego.
Przymiarki powstały przed 1801 rokiem.